# Joshua Cheptegei
Joshua Kiprui Cheptegei, född 12 september 1996, är en ugandisk långdistanslöpare.

## Karriär
Cheptegei tävlade i två grenar för Uganda vid olympiska sommarspelen 2016 i Rio de Janeiro. Han slutade på sjätte plats på 10 000 meter och på åttonde plats på 5 000 meter.
Vid Världsmästerskapen i friidrott 2019 tog Cheptegei guld på 10 000 meter.
Cheptegei slog världsrekord på 5 000 meter vid Diamond League-galan i Monaco den 14 augusti 2020 med tiden 12.35,36. Vid olympiska sommarspelen 2020 i Tokyo tog Cheptegei guld på 5 000 meter och silver på 10 000 meter.
I juli 2022 vid VM i Eugene tog Cheptegei sitt andra raka VM-guld på 10 000 meter. I augusti 2023 vid VM i Budapest tog han sitt tredje raka VM-guld på 10 000 meter.
Den 2 augusti 2024 vid OS 2024 tog han guld på 10 000 meter.